# Ustanak na jugu Jemena
Ustanak na jugu Jemena bila je separatistička pobuna u Jemenu. Izbio je 27. travnja 2009. godine. Potrajao je do 2015. i prerastao u građanski rat koji traje sve do danas. Uz to je uslijedila i vojna intervencija koju su predvodili Saudijci. Saudijska Arabija i saveznici su ožujka 2015. zrakoplovstvom napali pobunjeničke šijitske snage (u Sani, oko Adena i dr.).
Na jednoj strani je pobunjenički Južni pokret (Južni otpor), a na drugoj jemenske vladine snage: Jemenska vojska, Jemenska republikanska garda, Jemensko ratno zrakoplovstvo, jemenske paravojne postrojbe i provladina plemena.
Vlada Jemena ga naziva "ustankom". Tom riječju opisuje prosvjede i napade na vladine snage u južnom Jemenu. Ustanak je izbio 27. travnja 2009. na Dan neovisnosti Južnog Jemena. Premda se za nasilje krive elementi unutar južnog secesionističkog pokreta, čelnici skupine tvrde da im je cilj postići neovisnost mirnim putem, te tvrda da su napadi došli od običnih građana kao odgovor na vladine provokacijske akcije. Ustanak je došao usred Hutijskog ustanka (Sa'daški rat), ustanka zaiditske sekte šijita, na sjeveru zemlje, pod vodstvom hutijskih zajednica. Južni vođe vodili su kratki neuspješni rat za odvajanje 1994. godine nakon ujedinjenja Jemena. Mnogi od njih su uključeni u sadašnji secesionistički pokret. Južni separatistički ustanici uglavnom su aktivni u području bivšeg Južnog Jemena, ali također i u Guvernoratu Ad Daliju, koji nije bio dio neovisne južne države.